# Walter Steiner
Walter Steiner (ur. 15 lutego 1951 w Wildhaus) – szwajcarski skoczek narciarski, srebrny medalista olimpijski z Sapporo (1972), trzykrotny medalista mistrzostw świata w lotach oraz dwukrotny zdobywca Pucharu KOP.

## Przebieg kariery
Na międzynarodowej arenie zadebiutował 28 grudnia 1969 w Oberstdorfie podczas pierwszego konkursu Turnieju Czterech Skoczni, gdzie zajął 63. miejsce. W 1972 podczas igrzysk w Sapporo zdobył srebrny medal na dużej skoczni, przegrywając wówczas jedynie z Wojciechem Fortuną, a jego strata do polskiego skoczka wyniosła zaledwie 0,1 punktu.
3 stycznia 1973 w Innsbrucku zajął czwarte miejsce w zawodach FIS, a 6 stycznia w Bischofshofen był ósmy, przez co cały Turniej Czterech Skoczni zakończył na siódmym miejscu. W 1973 został uznany najlepszym skoczkiem świata w plebiscycie ISK. 1 stycznia 1974 w Garmisch-Partenkirchen wygrał pierwsze w karierze międzynarodowe zawody. 16 lutego 1974 na mistrzostwach świata w Falun zajął czwarte miejsce. W tamtym roku w Planicy ustanowił rekord świata w długości lotu (169 m). Rok później w Oberstdorfie nie ustał skoku na odległość 179 metrów.
W latach 70. zwyciężał w Turnieju Norweskim i Turnieju Szwajcarskim. Na mistrzostwach świata w Lotach w Planicy w 1972 oraz mistrzostwach w lotach w Vikersund w 1977 zdobywał złote medale, a na mistrzostwach w Oberstdorfie w 1973 zdobył srebro. 6 stycznia 1977 drugi raz w karierze wygrał zawody FIS. Wówczas zajął drugie miejsce w Turnieju Czterech Skoczni. 6 stycznia 1978 w Bischofshofen zajął drugą lokatę. Po raz ostatni w międzynarodowych zawodach startował 18 i 26 lutego 1978, kiedy to zajął odpowiednio 26. miejsce na normalnej oraz 10. miejsce na dużej skoczni podczas mistrzostw świata w Lahti.
W 1977 otrzymał medal Holmenkollen wraz z dwiema fińskimi biegaczkami narciarskimi: Heleną Takalo i Hilkka Kuntolą. W lutym 1978 oficjalnie zakończył sportową karierę.
Jako emeryt startuje w mistrzostwach świata weteranów w biegach narciarskich, gdzie zdobył kilka medali.
Był bohaterem filmu Wernera Herzoga pt. „Wielka ekstaza snycerza Steinera”.

## Igrzyska olimpijskie
| Miejsce | Dzień     | Rok  | Miejscowość | Konkurs                         | Wynik     | Strata   | Zwycięzca             |
| ------- | --------- | ---- | ----------- | ------------------------------- | --------- | -------- | --------------------- |
| 14.     | 6 lutego  | 1972 | Sapporo     | Skocznia normalna indywidualnie | 217,4 pkt | 26,8 pkt | Yukio Kasaya          |
| 2.      | 11 lutego | 1972 | Sapporo     | Skocznia duża indywidualnie     | 219,8 pkt | 0,1 pkt  | Wojciech Fortuna      |
| 9.      | 7 lutego  | 1976 | Innsbruck   | Skocznia normalna indywidualnie | 232,2 pkt | 19,8 pkt | Hans-Georg Aschenbach |
| 9.      | 15 lutego | 1976 | Innsbruck   | Skocznia duża indywidualnie     | 208,5 pkt | 26,3 pkt | Karl Schnabl          |

## Mistrzostwa świata
| Miejsce | Dzień     | Rok  | Miejscowość  | Konkurs                         | Wynik     | Strata   | Zwycięzca             |
| ------- | --------- | ---- | ------------ | ------------------------------- | --------- | -------- | --------------------- |
| 28.     | 14 lutego | 1970 | Vysoké Tatry | Skocznia normalna indywidualnie | 212,4 pkt | 28,2 pkt | Garij Napałkow        |
| 23.     | 21 lutego | 1970 | Vysoké Tatry | Skocznia duża indywidualnie     | 199,3 pkt | 26,7 pkt | Garij Napałkow        |
| 4.      | 16 lutego | 1974 | Falun        | Skocznia normalna indywidualnie | 239,1 pkt | 19,8 pkt | Hans-Georg Aschenbach |
| 17.     | 23 lutego | 1974 | Falun        | Skocznia duża indywidualnie     | 193,7 pkt | 46,7 pkt | Hans-Georg Aschenbach |
| 26.     | 18 lutego | 1978 | Lahti        | Skocznia normalna indywidualnie | 220,0 pkt | 33,2 pkt | Matthias Buse         |
| 7.      | 22 lutego | 1978 | Lahti        | Skocznia normalna drużynowo     | 365,1 pkt | 78,7 pkt | NRD                   |
| 10.     | 26 lutego | 1978 | Lahti        | Skocznia duża indywidualnie     | 230,8 pkt | 25,8 pkt | Tapio Räisänen        |

## Mistrzostwa świata w lotach
| Miejsce | Dzień     | Rok  | Miejscowość | Konkurs            | Wynik     | Strata   | Zwycięzca             |
| ------- | --------- | ---- | ----------- | ------------------ | --------- | -------- | --------------------- |
| 1.      | 19 lutego | 1972 | Planica     | Loty indywidualnie | 427,5 pkt | -        | -                     |
| 2.      | 10 marca  | 1973 | Oberstdorf  | Loty indywidualnie | 418,0 pkt | 0,5 pkt  | Hans-Georg Aschenbach |
| 7.      | 14 marca  | 1975 | Tauplitz    | Loty indywidualnie | 486,5 pkt | 26,0 pkt | Karel Kodejška        |
| 1.      | 18 lutego | 1977 | Vikersund   | Loty indywidualnie | 564,5 pkt | -        | -                     |